# Chintschin-Ungleichung
Die Chintschin-Ungleichung, benannt nach Alexander Jakowlewitsch Chintschin, ist eine Ungleichung aus dem mathematischen Teilgebiet der Funktionalanalysis. Sie vergleicht Summen von Quadraten mit p-Normen zugehöriger Linearkombinationen von Rademacherfunktionen. Nach der französischen Transkription des Namens Chintschin findet man diese Ungleichung oft unter der Bezeichnung Khintchine-Ungleichung.

## Definitionen
Es seien {\displaystyle c_{1},\ldots ,c_{n}} reelle oder komplexe Zahlen. Diese kann man zu einem Vektor {\displaystyle c=(c_{1},\ldots ,c_{n})\in \mathbb {K} ^{n}} zusammenfassen, wobei {\displaystyle \mathbb {K} } für {\displaystyle \mathbb {R} } oder {\displaystyle \mathbb {C} } stehe. Dieser Vektor hat als Element des euklidischen bzw. unitären Vektorraums eine Länge {\displaystyle \textstyle \|c\|_{2}=(|c_{1}|^{2}+\ldots +|c_{n}|^{2})^{1/2}}.
Es seien {\displaystyle r_{n}:[0,1]\rightarrow \mathbb {R} ,t\mapsto \operatorname {sgn}(\sin(2^{n}\pi t))} die Rademacherfunktionen. Dann kann man mit den gewählten Zahlen als Koeffizienten die Linearkombination {\displaystyle c_{1}r_{1}+\ldots +c_{n}r_{n}} bilden und erhält so eine beschränkte Funktion {\displaystyle [0,1]\rightarrow \mathbb {R} }, die offenbar eine Treppenfunktion ist und daher in jedem Lp([0,1]) liegt, wobei {\displaystyle 1\leq p<\infty }. Die Chintschin-Ungleichung vergleicht die p-Norm dieser Linearkombination mit der Länge des Vektors {\displaystyle c}.

## Formulierung der Ungleichung
Zu jedem {\displaystyle p\in [1,\infty )} gibt es Konstanten {\displaystyle A_{p},B_{p}>0}, so dass für alle {\displaystyle c_{1},\ldots c_{n}\in \mathbb {K} } gilt:
{\displaystyle A_{p}\cdot \|(c_{1},\ldots ,c_{n})\|_{2}\leq \left\|\sum _{k=1}^{n}c_{k}r_{k}\right\|_{p}\leq B_{p}\cdot \|(c_{1},\ldots ,c_{n})\|_{2}}.
Setzt man die Definitionen der Normen ein, bedeutet das
{\displaystyle A_{p}\cdot \left(\sum _{k=1}^{n}|c_{k}|^{2}\right)^{\frac {1}{2}}\leq \left(\int _{0}^{1}\left|\sum _{k=1}^{n}c_{k}r_{k}(t)\right|^{p}\mathrm {d} t\right)^{\frac {1}{p}}\leq B_{p}\cdot \left(\sum _{k=1}^{n}|c_{k}|^{2}\right)^{\frac {1}{2}}}.

## Bemerkungen
Die volle Ungleichung findet sich erstmals bei John Edensor Littlewood, Spezialfälle wurden aber bereits 1923 von Chintschin veröffentlicht, weshalb die Ungleichung seinen Namen trägt.
Für {\displaystyle p=2} ist die Ungleichung trivial, es gilt dann sogar Gleichheit. Der Grund liegt darin, dass die Rademacherfunktionen im Hilbertraum {\displaystyle L^{2}([0,1])} ein Orthonormalsystem bilden und daher
{\displaystyle \left\|\sum _{k=1}^{n}c_{k}r_{k}\right\|_{2}^{2}=\sum _{k=1}^{n}|c_{k}|^{2}}
gilt.

## Optimale Konstanten

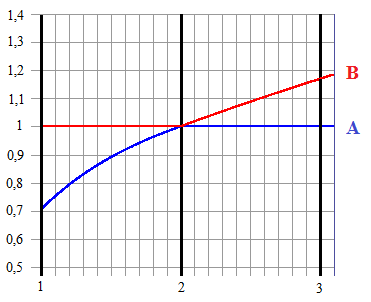
Funktionen (blau) und (rot)

Die üblichen Beweise der Chintschin-Ungleichung, wie sie sich in den zitierten Lehrbüchern finden, sind nicht besonders aufwändig, liefern aber nur recht grobe Abschätzungen für die Konstanten. Sehr viel schwieriger ist die Ermittlung der optimalen Konstanten, diese wurden von Uffe Haagerup, aufbauend auf Vorarbeiten von Stanisław Szarek, gefunden.
Es bezeichne {\displaystyle \Gamma } die Gammafunktion und {\displaystyle p_{0}} die Lösung der Gleichung
{\displaystyle \Gamma \left({\frac {p+1}{2}}\right)={\frac {\sqrt {\pi }}{2}}},   das heißt {\displaystyle p_{0}=1{,}84742\ldots }
Die optimalen Konstanten für die Chintschin-Ungleichungen in reellen Räumen lauten damit:
{\displaystyle A_{p}={\begin{cases}2^{{\frac {1}{2}}-{\frac {1}{p}}}&{\text{falls }}1\leq p\leq p_{0}\\2^{\frac {1}{2}}\cdot \left({\frac {\Gamma ({\frac {p+1}{2}})}{\sqrt {\pi }}}\right)^{\frac {1}{p}}&{\text{falls }}p_{0}<p<2\\1&{\text{falls }}2\leq p<\infty \end{cases}}}
und
{\displaystyle B_{p}={\begin{cases}1&{\text{falls }}1\leq p\leq 2\\2^{\frac {1}{2}}\cdot \left({\frac {\Gamma ({\frac {p+1}{2}})}{\sqrt {\pi }}}\right)^{\frac {1}{p}}&{\text{falls }}2<p<\infty \end{cases}}}

## Anwendung
Aus den Abschätzungen der Chintschinschen-Ungleichung liest man direkt ab, dass der von den Rademacherfunktionen in {\displaystyle L^{p}([0,1])} erzeugte abgeschlossene Unterraum isomorph zum Folgenraum {\displaystyle \ell ^{2}} der quadrat-summierbaren Folgen ist, das heißt jeder Banachraum {\displaystyle L^{p}([0,1])} enthält einen abgeschlossenen und zu {\displaystyle \ell ^{2}} isomorphen Unterraum. Nachdem Satz von Pitt hat kein {\displaystyle \ell ^{p}} für {\displaystyle p\not =2} diese Eigenschaft. Daher kann {\displaystyle \ell ^{p}} für {\displaystyle p\not =2} nicht zu {\displaystyle L^{p}([0,1])} isomorph sein. Im Gegensatz dazu besteht nach dem Satz von Fischer-Riesz für {\displaystyle p=2} sogar eine isometrische Isomorphie {\displaystyle L^{2}([0,1])\cong \ell ^{2}}.

## Kahane-Chintschin-Ungleichung
Eine weitere offensichtliche Folgerung aus der Chintschin-Ungleichung ist, dass die verschiedenen p-Normen auf dem von den Rademacher-Funktionen erzeugten Unterraum äquivalent sind. Dies wurde wie folgt von Jean-Pierre Kahane zur sogenannten Kahane-Chintschin-Ungleichung verallgemeinert.
Eine Rademacher-Folge ist eine Folge {\displaystyle (\varepsilon _{n})_{n}} von unabhängig und identisch verteilten Zufallsgrößen auf einem Wahrscheinlichkeitsraum {\displaystyle (\Omega ,\Sigma ,P)} mit {\displaystyle P(\varepsilon _{n}=1)=P(\varepsilon _{n}=-1)=\textstyle {\frac {1}{2}}} für alle {\displaystyle n}. Die Rademacherfunktionen auf dem Wahrscheinlichkeitsraum [0,1] mit dem Lebesgue-Maß bilden offensichtlich so eine Folge.
Zu jedem {\displaystyle 1\leq p<\infty } gibt es eine Konstante {\displaystyle C_{p}}, so dass für jeden Banachraum {\displaystyle X} und jede endliche Folge {\displaystyle x_{1},\ldots ,x_{n}\in X} und Rademacher-Folge {\displaystyle (\varepsilon _{n})_{n}} die Ungleichungen
{\displaystyle \mathrm {E} \left\|\sum _{k=1}^{n}\varepsilon _{k}(\cdot )x_{k}\right\|\leq \left(\mathrm {E} \left\|\sum _{k=1}^{n}\varepsilon _{k}(\cdot )x_{k}\right\|^{p}\right)^{\frac {1}{p}}\leq C_{p}\cdot \mathrm {E} \left\|\sum _{k=1}^{n}\varepsilon _{k}(\cdot )x_{k}\right\|}
bestehen, wobei E für die Bildung des Erwartungswertes steht.